# Spondianthus preussii
Espèce
Synonymes
- Megabaria trillesii Pierre ex Hutch.[1]
- Spondianthus preussii var. preussii[1]

Spondianthus preussii est une espèce de plantes à fleurs de la famille des Phyllanthaceae et du genre Spondianthus, présente en Afrique tropicale.

## Étymologie
Son épithète spécifique preussii rend hommage à l'explorateur et botaniste allemand Paul Rudolph Preuss, actif en Afrique centrale.

## Description
C'est un arbre pouvant atteindre 30 m de hauteur. Ses fleurs sont de couleur crème.

## Distribution
L'espèce est présente en Afrique tropicale, du Sénégal au Soudan et en Ouganda, également vers le sud, en république du Congo, Angola, république démocratique du Congo, Mozambique.

## Habitat
Assez répandue, on rencontre la plante dans les forêts marécageuses, les forêts galeries, plus rarement dans les endroits secs.

## Utilisation
Toutes les parties de la plante sont extrêmement toxiques, notamment les feuilles pour le bétail, et la plante est vendue comme raticide sur les marchés. Elle est donc peu utilisée à des fins médicinales, même si des décoctions très diluées sont parfois préparées pour traiter la fièvre (feuilles) ou les douleurs dentaires (écorce).
Le bois, lourd et dense, est employé dans la construction ou la fabrication des pirogues monoxyles. Du fait de sa combustion lente, il produit un bon charbon de bois, apprécié des forgerons.

## Liste des variétés et sous-espèces
Selon Catalogue of Life (26 juin 2020) :
- sous-espèce Spondianthus preussii subsp. glaber (Engl.) J.Léonard & Nkounkou
- sous-espèce Spondianthus preussii subsp. preussii

Selon The Plant List (26 juin 2020) :
- variété Spondianthus preussii var. glaber (Engl.) Engl.

Selon Tropicos (26 juin 2020) (Attention liste brute contenant possiblement des synonymes) :
- sous-espèce Spondianthus preussii subsp. glaber (Engl.) J. Leonard & Nkounkou
- variété Spondianthus preussii var. genuina Pax & K. Hoffm.
- variété Spondianthus preussii var. glaber (Engl.) Engl.
- variété Spondianthus preussii var. preussii